# 藤田弘治
藤田 弘治（ふじた こうじ、1980年6月1日 - ）は、地方競馬の金沢競馬場所属の調教師、元騎手。

## 経歴
地方競馬教養センター第73期生として卒業し、地方競馬騎手免許を取得。同期には同じく金沢競馬所属の吉原寛人がいる。金沢競馬場の黒木豊厩舎に所属する。2001年4月7日、金沢競馬8Rでチョウヨープリンスに騎乗し、初騎乗（10頭立て9着）。同年の6月30日に金沢競馬4Rでエリットダイオーで優勝し初勝利を挙げた。
2004年、あすなろ賞報知新聞杯をキクノライデンで制し、重賞初制覇を挙げる。
2006年5月4日の金沢競馬2Rをウインコロナリーで優勝、地方通算100勝を飾る。
2013年3月12日の金沢競馬3R、縄文狩人特別をマイネルリボーンで優勝、地方通算500勝を飾った。
2015年にはスーパージョッキーズトライアルに吉田晃浩が負傷による繰り上がりによって初出場。第3戦、第4戦と連勝し、2位の村上忍に1ポイント差で総合優勝となった。
スーパージョッキーズトライアル優勝により、ワールドオールスタージョッキーズに出場、札幌9Rの第1戦で、ジューヴルエールに騎乗し1着となり、JRA初勝利を挙げた。
2016年7月17日、で黒木豊厩舎から鈴木長次厩舎に移籍する。
2016年度は121勝を挙げ、デビュー15年目にして金沢リーディングジョッキーとなる。
2017年11月26日、金沢6Rでエスピエーグルが1着となり、8565戦目にして地方通算1000勝目を達成した。
2017年度は110勝を挙げ、2年連続でリーディングジョッキーを獲得した。
2019年3月5日、鈴木長次厩舎から金田一昌厩舎に移籍した。
2019年度は111勝を挙げ、吉原寛人に1勝差で2年ぶり3回目のリーディングを獲得した。
2020年度も98勝でリーディングを獲得、2年連続4回目の金沢リーディングジョッキーとなる。
2022年8月9日、金沢12Rでネバーランドに騎乗し、地方通算1400勝を達成した。
2023年11月17日に発表された令和5年度第2回調教師免許試験に合格したため、11月30日をもって騎手を引退し、翌12月1日付で調教師免許を取得した。

## 主な騎乗馬
- キクノライデン（2004年あすなろ賞報知新聞杯）
- アルドラ（2012年北日本新聞杯）
- トニーポケット（2016年北國王冠）
- ヤマミダンス（2017年サラブレッド大賞典）
- ノブイチ（2018年北日本新聞杯）
- ジッテ（2018年日本海スプリント）
- タンクティーエー（2019年サラブレッド大賞典）
- フェリシアルチア（2020年日本海スプリント）
- ネオアマゾネス（2022年徽軫賞）